# Philippe Gouin
Philippe Gouin, né le 23 décembre 1969 à Port-de-Bouc (Bouches-du-Rhône), est un comédien et un metteur en scène français. Il est également chanteur, compositeur, interprète sous le nom de FiFi Gouin-Joséphine,.

## Biographie
Formé au Conservatoire national supérieur de musique de Paris (classe de chant) et au Cours Florent auprès de Michel Fau et Philippe Joiris, Philippe Gouin se consacre essentiellement au théâtre à partir des années 1990. En 2002 il crée la Compagnie Kicekafessa avec Christophe Dauphin, Marie-Laure Malric, Pascal Rocher, Sandra Colombo et Stéphane Aubin.
Depuis 2001, il joue les premiers rôles des créations du Téatro Malandro dirigées par Omar Porras et produites par le Théâtre de la Ville de Paris (Gérard Violette). Avec Joan Mompart, entre autres, il joue Sancho Panza dans Ay QuiXotte, le Narrateur dans l'histoire du soldat de Ramuz et Igor Stravinsky avec l'Orchestre de la Suisse romande, ainsi que les rôles d’Alfred Ill et de la Vieille Dame dans La Visite de la vieille dame de Friedrich Dürrenmatt.
En 2008, Dominique Pitoiset, directeur artistique du Théâtre national de Bordeaux en Aquitaine, le prend dans le rôle de Laios dans Le soleil ni la mort ne peuvent se regarder en face, pièce commandée à Wajdi Mouawad.
Il clôt les années 2000 en interprétant le rôle-titre dans El Don Juan de Tirso de Molina, mis en scène par Omar Porras et créé en 2005 au Théâtre de la Ville, à Paris.
Pendant ces années de tournée, il participe aussi, en tant que comédien-chanteur formé au Conservatoire national supérieur de musique et de danse de Paris, à des spectacles Lyriques mis en scène par Éric Krüger (Opéra Tréteaux : le King Arthur d’Henri Purcell, les Contes d'Hoffmann de Jacques Offenbach ou le Barbier de Séville mis en scène par Julia Migenes Johnson).
Sa propre compagnie lui permet de mettre en scène des spectacles au Théâtre des Amandiers : Les Secondes Naissances et On n'est pas des mutants, ainsi que pour le jeune public une adaptation d'alice au pays des merveilles, à la Comédie de la Passerelle pendant trois années consécutives et L'Histoire même pas vraie de mon ami Pierrot, dans le même lieu.
Il collabore avec Marie-Laure Malric dans Cinq filles couleur pêche d'Alan Ball (scénariste de Six Feet Under et d’American Beauty), pièce jouée au Méry et au Théâtre Clavel, ainsi qu'à Avignon. Il signe la musique du générique du spectacle qui est interprétée par le groupe Joséphine dont il est le chanteur-auteur-compositeur.
À la télévision, Philippe Gouin est apparu dans des sketches durant toute une saison aux côtés de Michel Muller pour l’émission Nulle part ailleurs de Canal+. Il a par ailleurs joué dans Sans arme, ni haine, ni violence de Jean-Paul Rouve, pour Jean-Louis Lorenzi dans Épuration, dans le clip Baiser d'adieu de Pauline Croze, ainsi que dans Ailleurs, La Chair de ma chair (aux côtés de Marilou Berry) et Le Pantin de Mallory Grolleau.

## Théâtre
- 1994 : Les Secondes Naissances, Théâtre Nanterre-Amandiers et tournée
- 1994 : On n'est pas des mutants, Théâtre national de Bordeaux en Aquitaine et tournée
- 1995 : Le Bal des loufoques, création collective, Théâtre de la Reine Blanche (Paris)
- 1995 : Gibier de potence de Feydeau, mise en scène Joseph Menant, Festival d’Avignon
- 1995 : Amphitryon de Molière, mise en scène d’Olivier Allouch, Festival d’Avignon
- 1997-1998 : Guitry en actes, mise en scène de N. Martinez, Théâtre Traversière (Paris)
- 1997-1998 : ¡Ay, Carmela!, mise en scène N. Martinez, Théâtre Traversière (Paris)
- 1998-1999 : ¡Ay, Carmela!, mise en scène N. Martinez, Théâtre Le Ranelagh, Théâtre Nanterre-Amandiers, Théâtre de la Bastille
- 1998-2000 : Cabaret politique, Théâtre du Merlan (Marseille)
- 1999 : Ma Solange de Noëlle Renaude, mise en scène Philippe Calvario, rôle : plusieurs personnages
- 1999 : Et maintenant le silence, mise en scène Patrice Chéreau et Philippe Calvario, rôle : l'Ange, Théâtre de la Bastille
- 2000 : Cymbeline de William Shakespeare, mise en scène Philippe Calvario, rôle : Caius Lucius, Théâtre Nanterre-Amandiers
- 2001 : Le Fada, création collective, Théâtre Nanterre-Amandiers, Cie la Rascasse
- 2003 : ¡Ay Quixote!, mise en scène Omar Porras, rôle : Sancho Panza, Théâtre de la Ville de Paris, Téatro Malandro
- 2004-2005 : La Visite de la vieille dame de Friedrich Dürrenmatt, mise en scène Omar Porras, rôle : Alfred III, Théâtre de la Ville de Paris
- 2005 : El Don Juan de Tirso de Molina, mise en scène Omar Porras, rôle : Don Juan, Théâtre de la Ville de Paris[6], Théâtre Forum Meyrin, Meyrin (Suisse)[9],[10]
- 2006 : Histoire du soldat, mise en scène Omar Porras, rôle : Narrateur, Théâtre de la Ville de Paris
- 2008 : El Don Juan de Tirso de Molina, mise en scène Omar Porras, rôle : Don Juan, Théâtre de la Ville de Paris
- 2009 : Le soleil ni la mort ne peuvent se regarder en face de Wajdi Mouawad, mise en scène Dominique Pitoiset, Théâtre de la Ville de Paris
- 2010 : La Métamorphose, d'après Kafka, mise en scène Ivan Pommet, rôle : Grégor Samsa, Théâtre MU, Théâtre de la Croix-Rousse (Lyon), dans le cadre du festival de la marionnette 2010[11]
- 2010 : Salidas, création collective (Suisse), mise en scène Caroline Weiss
- 2010 : Album de famille, création collective, mise en scène Isabelle Turschwell et Lauri Lupi, Théâtre des Béliers (Avignon) et Ciné 13 Théâtre, Théâtre du Chêne Noir[12]
- 2011 : Roméa et Joliette, d’après Shakespeare, création de Serge Valletti, mise en scène Michel Froelhy, Cie L'Heure du loup, Théâtre de Nîmes

## Filmographie

### Télévision
- 1994 : 3000 scénarios contre un virus, série télévisée, épisode réalisé par Patrice Cazes
- 2007 : Épuration, téléfilm de Jean-Louis Lorenzi, rôle : Gaston

### Cinéma
- La Cigarette de l'ange, court-métrage d'Olivier Allouch
- BSJ était son nom, court-métrage de Laurent Jaudon
- 2002 : Ailleurs, court-métrage de Mallory Grolleau, rôle : Samuel Cramer
- 2007 : Sans arme, ni haine, ni violence, long-métrage de Jean-Paul Rouve, rôle : client de café
- 2010 : La chair de ma chair, court-métrage de Mallory Grolleau, rôle : Patrick
- 2011 : Security Life, court-métrage de Pascal Hintablian
- 2013 : La Fille du 14 juillet, long-métrage d'Antonin Peretjatko, : Marcello
- 2015 : Le Pantin, long-métrage de Mallory Grolleau, rôle : Esteban
- 2024 : Sur un fil de Reda Kateb

## Musique, concerts
- 1993 : Générique de Cinq filles couleur pêche (en) d'Allan Ball, mise en scène de Marie-Laure Malric
- 2010 : Concerts à La Bellevilloise[13],[14]